# Натали Деши
Натали Деши (фр. Nathalie Dechy; рођена 21. фебруара 1979. на француском острву Гваделуп) бивша је француска професионална тенисерка. Два пута је освојила Отворено првенство Сједињених Држава у конкуренцији женских парова, први пут са Вером Звонарјовом, а други пут са Динаром Сафином.

## Каријера

### 2008.
ВТА сезона 2008. њена је дванаеста узастопна сезона у којој је завршила међу сто најбољих тенисерки на свету. Најбољи резултат 2008. Деши је остварила на турниру у Синсинатију, где је достигла финале, у коме је изгубила од Нађе Петрове. На путу до финале, поразила је много боље рангиране тенисерке од ње, као што су Катарина Среботник, Александра Вознијак и Амели Моресмо.
Такође је достигла четвртфинале у Квебек Ситију. Њен најбољи резултат на гренд слем турнирима била су два друга кола, на Ролан Гаросу и Вимблдону. На Вимблдону је играла против тада прве тенисерке света, Ане Ивановић, и освојила први сет. Међутим, Ивановићева је освојила још два сета и елиминисала Дешијеву. Дешијева је такође играла за Фед куп репрезентацију Француске, у мечевима 1. кола светске групе против Кине.

## Приватни живот
Дешијева је још као дете почела да се бави тенисом. Због интензивних тренинга, матурирала је две године раније, 1995. године. Омиљена подлога јој је тврда, а омиљени турнир Канада опен, поготово када се игра у Монтреалу.
Натали Деши рођена је 21. фебруара 1979. на острву Гваделуп, које припада Француској. Њена мајка Франсоаз је Францускиња из Канаде и пензионисани је професор физичког васпитања. Њен отац Мишел предаје математику и ради као тренер тениса. Дешијева има старијег брата Николаса и млађу сестру Изабел. 18. септембра 2004. удала се за Антоана Метр-Девалона.

## Награде и признања
Натали Деши је 2004. изабрана за ВТА Савет тенисерки.

## Гренд слем финала

### Женски парови (2)

#### Победе (2)
| Година | Турнир                 | Партнерка       | Противнице у финалу              | Резултат  |
| 2006.  | Отворено првенство САД | Вера Звонарјова | Катарина Среботник Динара Сафина | 7–65, 7–5 |
| 2007.  | Отворено првенство САД | Динара Сафина   | Чан Јунг-јан Чуанг Чиа-јун       | 6–4, 6–2  |

### Мешовити парови (1)

#### Победе (1)
| Година | Турнир                       | Партнер  | Противници у финалу              | Резултат |
| 2007.  | Отворено првенство Француске | Анди Рам | Катарина Среботник Ненад Зимоњић | 7–5, 6–3 |

## Титуле

### Појединачно (1)
| Легенда           |
| Гренд слем (0)    |
| ВТА шампионат (0) |
| Тијер I (0)       |
| Тијер II (0)      |
| Тијер III (1)     |
| Тијер IV (0)      |

| Бр. | Датум           | Турнир                  | Подлога | Противница у финалу   | Резултат      |
| 1.  | 5. јануар 2003. | Гоулд Коуст, Аустралија | Тврда   | Мари-Гајани Макелијан | 6–3, 3–6, 6–3 |

### Парови (4)
| Легенда           |
| Гренд слем (2)    |
| ВТА шампионат (0) |
| Тијер I (1)       |
| Тијер II (1)      |
| Тијер III (0)     |
| Тијер IV (0)      |

| Бр. | Датум               | Турнир           | Подлога | Партнерка       | Противнице у финалу              | Резултат   |
| 1.  | 10. фебруар 2002.   | Париз, Француска | Тепих   | Мајлен Ту       | Јелена Дементјева Џенет Хусарова | предат меч |
| 2.  | 10. септембар 2006. | Њујорк, САД      | Тврда   | Вера Звонарјова | Динара Сафина Катарина Среботник | 7–6, 7–5   |
| 3.  | 14. мај 2007.       | Рим, Италија     | Шљака   | Мара Сантанђело | Татјана Гарбин Роберта Винчи     | 6–4, 6–1   |
| 4.  | 9. септембар 2007.  | Њујорк, САД      | Тврда   | Динара Сафина   | Чан Јунг-јан Чуанг Чиа-јун       | 6–4, 6–2   |

### Мешовити парови (1)
| Бр. | Датум        | Турнир           | Подлога | Партнер  | Противници у финалу              | Резултат |
| 1.  | 7. јун 2007. | Париз, Француска | Шљака   | Анди Рам | Катарина Среботник Ненад Зимоњић | 7–5, 6–3 |